# Kevin Willis
Kevin Alvin Willis (Los Angeles, 6 settembre 1962) è un ex cestista statunitense, professionista nella NBA.

## Carriera
Bandiera degli Atlanta Hawks degli anni '80 insieme a Dominique Wilkins, ottenne nelle prime stagioni ottime cifre, finendo in doppia doppia di media, in punti e rimbalzi per ben 7 volte nella sua carriera. Giocò ad Atlanta dal 1984-85 fino al 1994-95, poi a Miami e a Golden State.
Nel 1996-97 arrivò a Houston dove restò due anni collezionando 11,2 punti e 7,2 rimbalzi di media durante il primo anno e 16,4 punti e 8,1 rimbalzi il secondo.
Nel 2000 finì ai Toronto Raptors per poi passare ai Denver Nuggets.
Mel 2002-03 andò a vincere un titolo con i San Antonio Spurs di David Robinson e Tim Duncan.
Nel 2004-05, per onorare quello che doveva essere il suo ultimo anno di carriera, andò ad Atlanta dove venne accolto molto felicemente, grazie a tutto quello che aveva fatto negli anni precedenti per la franchigia. Alla fine di quella stagione, dopo 29 partite giocate, si ritirò.
Nel 2006-07 però arrivò a Kevin un'offerta da Dallas per un contratto di 10 giorni. Ai Mavericks serviva un centro con esperienza NBA per sostituire Erick Dampier, leggermente infortunato. Così, dopo qualche giorno di allenamento, tornò di nuovo in campo. Non giocò nei play-off e i Mavericks uscirono al primo turno contro i Warriors.
Nel 2006-07 è diventato il giocatore più anziano a calcare i campi NBA all'età di 44 anni e mezzo, superando il record di Robert Parish (44 anni) e raggiungendolo per numero di stagioni giocate nella NBA (21).

## Statistiche
| † | Denota le stagioni in cui ha vinto il titolo |

### NCAA
| Anno      | Squadra      | PG | PT | MP   | TC%  | 3P% | TL%  | RP  | AP  | PRP | SP  | PP   |
| --------- | ------------ | -- | -- | ---- | ---- | --- | ---- | --- | --- | --- | --- | ---- |
| 1981-1982 | MSU Spartans | 27 | -  | 19,2 | 47,4 | -   | 56,7 | 4,2 | 0,1 | 0,4 | 0,4 | 6,0  |
| 1982-1983 | MSU Spartans | 27 | -  | 32,0 | 59,6 | 0,0 | 51,4 | 9,6 | 0,3 | 0,8 | 1,3 | 13,3 |
| 1983-1984 | MSU Spartans | 25 | -  | 29,5 | 49,2 | -   | 66,1 | 7,7 | 0,3 | 0,4 | 1,0 | 11,0 |
| Carriera  | Carriera     | 79 | -  | 26,8 | 53,0 | 0,0 | 57,9 | 7,1 | 0,2 | 0,5 | 0,9 | 10,1 |

### NBA

#### Regular Season
| Anno       | Squadra           | PG   | PT  | MP   | TC%  | 3P%  | TL%   | RP   | AP  | PRP | SP  | PP   |
| ---------- | ----------------- | ---- | --- | ---- | ---- | ---- | ----- | ---- | --- | --- | --- | ---- |
| 1984-1985  | Atlanta Hawks     | 82   | 19  | 21,8 | 46,7 | 22,1 | 65,7  | 6,4  | 0,4 | 0,4 | 0,6 | 9,3  |
| 1985-1986  | Atlanta Hawks     | 82   | 59  | 28,0 | 51,7 | 0,0  | 65,4  | 8,6  | 0,5 | 0,8 | 0,5 | 12,3 |
| 1986-1987  | Atlanta Hawks     | 81   | 81  | 32,4 | 53,6 | 25,0 | 70,9  | 10,5 | 0,8 | 0,8 | 0,8 | 16,1 |
| 1987-1988  | Atlanta Hawks     | 75   | 55  | 27,9 | 51,8 | 0,0  | 64,9  | 7,3  | 0,4 | 0,9 | 0,5 | 11,6 |
| 1989-1990  | Atlanta Hawks     | 81   | 51  | 28,1 | 51,9 | 28,6 | 68,3  | 8,0  | 0,7 | 0,8 | 0,6 | 12,4 |
| 1990-1991  | Atlanta Hawks     | 80   | 80  | 29,7 | 50,4 | 40,0 | 66,8  | 8,8  | 1,2 | 0,8 | 0,5 | 13,1 |
| 1991-1992  | Atlanta Hawks     | 81   | 80  | 36,6 | 48,3 | 16,2 | 80,4  | 15,5 | 2,1 | 0,9 | 0,7 | 18,3 |
| 1992-1993  | Atlanta Hawks     | 80   | 80  | 36,0 | 50,6 | 24,1 | 65,3  | 12,9 | 2,1 | 0,9 | 0,5 | 17,9 |
| 1993-1994  | Atlanta Hawks     | 80   | 80  | 35,8 | 49,9 | 37,5 | 71,3  | 12,0 | 1,9 | 1,0 | 0,5 | 19,1 |
| 1994-1995  | Atlanta Hawks     | 2    | 2   | 44,5 | 39,0 | 0,0  | 66,7  | 18,0 | 1,5 | 0,5 | 1,5 | 21,0 |
| 1994-1995  | Miami Heat        | 65   | 61  | 35,4 | 46,9 | 21,4 | 69,1  | 10,7 | 1,3 | 0,9 | 0,5 | 17,1 |
| 1995-1996  | Miami Heat        | 47   | 42  | 28,9 | 47,3 | 0,0  | 71,2  | 8,9  | 0,7 | 0,4 | 0,5 | 10,2 |
| 1995-1996  | G.S. Warriors     | 28   | 18  | 27,8 | 43,3 | 25,0 | 70,1  | 7,8  | 0,7 | 0,5 | 0,6 | 11,3 |
| 1996-1997  | Houston Rockets   | 75   | 32  | 26,2 | 48,1 | 14,3 | 69,3  | 7,5  | 0,9 | 0,6 | 0,4 | 11,2 |
| 1997-1998  | Houston Rockets   | 81   | 74  | 31,2 | 51,0 | 14,3 | 79,3  | 8,4  | 1,0 | 0,7 | 0,5 | 16,1 |
| 1998-1999  | Toronto Raptors   | 42   | 38  | 29,0 | 41,8 | 0,0  | 83,9  | 8,3  | 1,6 | 0,7 | 0,7 | 12,0 |
| 1999-2000  | Toronto Raptors   | 79   | 1   | 21,3 | 41,5 | 33,3 | 79,9  | 6,1  | 0,6 | 0,5 | 0,6 | 7,6  |
| 2000-2001  | Toronto Raptors   | 35   | 9   | 22,0 | 46,1 | 0,0  | 75,3  | 6,4  | 0,6 | 0,5 | 0,6 | 8,8  |
| 2000-2001  | Denver Nuggets    | 43   | 13  | 24,6 | 42,8 | 25,0 | 78,8  | 7,2  | 0,7 | 0,9 | 0,7 | 9,6  |
| 2001-2002  | Houston Rockets   | 52   | 5   | 16,7 | 44,0 | 0,0  | 74,7  | 5,8  | 0,3 | 0,5 | 0,4 | 6,1  |
| 2002-2003† | San Antonio Spurs | 71   | 6   | 11,8 | 47,9 | 0,0  | 61,4  | 3,2  | 0,3 | 0,3 | 0,3 | 4,2  |
| 2003-2004  | San Antonio Spurs | 48   | 0   | 7,8  | 46,7 | 0,0  | 61,5  | 2,0  | 0,2 | 0,4 | 0,2 | 3,4  |
| 2004-2005  | Atlanta Hawks     | 29   | 5   | 11,9 | 38,9 | 0,0  | 73,9  | 2,6  | 0,3 | 0,3 | 0,2 | 3,0  |
| 2006-2007  | Dallas Mavericks  | 5    | 0   | 8,6  | 38,5 | -    | 100,0 | 1,6  | 0,2 | 0,4 | 0,2 | 2,4  |
| Carriera   | Carriera          | 1424 | 891 | 26,9 | 48,7 | 21,1 | 71,3  | 8,4  | 0,9 | 0,7 | 0,5 | 12,1 |
| All-Star   | All-Star          | 1    | 0   | 14,0 | 40,0 | -    | -     | 4,0  | 0,0 | 0,0 | 0,0 | 8,0  |

#### Play-off
| Anno     | Squadra           | PG | PT | MP   | TC%  | 3P%   | TL%   | RP   | AP  | PRP | SP  | PP   |
| -------- | ----------------- | -- | -- | ---- | ---- | ----- | ----- | ---- | --- | --- | --- | ---- |
| 1986     | Atlanta Hawks     | 9  | 9  | 31,1 | 56,1 | -     | 65,2  | 7,2  | 0,6 | 0,8 | 0,9 | 13,9 |
| 1987     | Atlanta Hawks     | 9  | 9  | 39,6 | 52,2 | -     | 67,7  | 9,2  | 0,7 | 1,0 | 0,8 | 15,7 |
| 1988     | Atlanta Hawks     | 12 | 12 | 38,5 | 58,0 | 0,0   | 68,0  | 9,0  | 0,9 | 0,8 | 0,8 | 16,2 |
| 1991     | Atlanta Hawks     | 5  | 5  | 31,8 | 40,3 | 66,7  | 70,0  | 9,0  | 1,0 | 0,4 | 0,2 | 15,4 |
| 1993     | Atlanta Hawks     | 3  | 3  | 34,3 | 46,7 | 0,0   | 57,1  | 8,7  | 1,0 | 0,7 | 0,0 | 16,7 |
| 1994     | Atlanta Hawks     | 11 | 11 | 32,9 | 45,7 | 0,0   | 76,2  | 10,8 | 1,0 | 0,7 | 0,5 | 12,2 |
| 1997     | Houston Rockets   | 16 | 0  | 18,4 | 40,0 | 0,0   | 68,4  | 4,7  | 0,7 | 0,6 | 0,3 | 6,4  |
| 1998     | Houston Rockets   | 5  | 5  | 33,6 | 40,0 | 0,0   | 75,0  | 10,6 | 1,0 | 1,0 | 1,6 | 11,2 |
| 2000     | Toronto Raptors   | 3  | 0  | 25,3 | 36,4 | -     | 75,0  | 8,7  | 0,3 | 0,7 | 0,0 | 13,0 |
| 2003†    | San Antonio Spurs | 18 | 0  | 5,1  | 52,5 | 100,0 | 100,0 | 1,7  | 0,1 | 0,1 | 0,1 | 2,6  |
| 2004     | San Antonio Spurs | 7  | 0  | 3,6  | 37,5 | 0,0   | 0,0   | 0,9  | 0,0 | 0,1 | 0,0 | 0,9  |
| Carriera | Carriera          | 98 | 54 | 24,3 | 48,4 | 21,4  | 69,2  | 6,5  | 0,6 | 0,6 | 0,4 | 9,9  |

#### Massimi in carriera
- Massimo di punti: 39 vs Denver Nuggets (11 marzo 1986)[1]
- Massimo di rimbalzi: 33 vs Washington Bullets (12 febbraio 1992)
- Massimo di assist: 8 vs Los Angeles Clippers (18 febbraio 1994)
- Massimo di palle rubate: 5 (5 volte)
- Massimo di stoppate: 6 vs Seattle SuperSonics (7 gennaio 2001)
- Massimo di minuti giocati: 55 vs Cleveland Cavaliers (13 aprile 1993)

## Palmarès
- Campionato NBA: 1

San Antonio Spurs: 2003
- All-NBA Third Team (1992)
- NBA All-Star (1992)
- Ventiquattresimo miglior rimbalzista di sempre NBA